# (29100) 1981 EE18
A (29100) 1981 EE18 a Naprendszer kisbolygóövében található aszteroida. Schelte J. Bus fedezte fel 1981. március 2-án.